# Drenovec pri Bukovju
Drenovec pri Bukovju je naselje v Občini Brežice.

## Prebivalstvo
Etnična sestava 1991:
- Slovenci: 111 (87,4 %)
- Hrvati: 4 (3,1 %)
- Jugoslovani: 3 (2,4 %)
- Neznano: 9 (7,1 %)